# 弦楽四重奏曲第1番 (オネゲル)
弦楽四重奏曲第1番 H.15は、アルテュール・オネゲルの最初の弦楽四重奏曲である。

## 作曲の経緯

### 1913年：最初の試み
この作品はオネゲルがパリ音楽院に入学した1913年に作曲が始められ、1917年に完成した。第一次世界大戦と重なるこの時期はあまり多産とは言えないが、複数の室内楽曲やピアノ曲が書かれており、ピアノ曲についてはオネゲルの妻となるアンドレ・ヴォラブールが後に初演している。
ヴァイオリニストとして訓練を受けたオネゲルは弦楽器に精通しており、またルートヴィヒ・ヴァン・ベートーヴェンの弦楽四重奏曲を愛好していた。このような要因から生まれた弦楽四重奏曲は、オネゲルの創作における大きな転回を示すものとなった。ここでは、アンドレ・ジェダルジュの指導によって身に付けた対位法の知識や、彼のポリフォニックな語法が存分に発揮されている。
1913年の秋ごろには四重奏曲の第一楽章が完成している。第1楽章の冒頭楽想はのちに書き替えられ、完成した四重奏曲の第1楽章における中心的な素材となった。

### 1915年：再着手
ハリー・ハルプライヒによれば、オネゲルの両親への手紙を見る限り、1915年の3月に作曲は次の段階へ進んだと考えられる。同年の11月に、これものちに改稿されることになるフィナーレの初稿が完成したが、まだ中間楽章を欠いていた。1916年3月、オネゲルは両親への手紙で「アダージョ」の作曲中であることを伝えている。「ヴァンサン・ダンディの指揮法の授業を受けていますが、とても面白いものです。(...)今月はいくつか旋律を作って、弦楽四重奏曲のアダージョを書いています」。4月にル・アーヴルを訪れたオネゲルはアダージョ楽章を完成させ、5月2日にパリへと戻った。シャルル＝マリー・ヴィドールのクラスに四重奏曲を持ち込み、その際の印象を6月18日の手紙で両親に綴っている。
四重奏をヴィドールに見せるとすぐには受け入れられない様子でしたが、とても古風な人だからよく理解できることです。彼はこれが巨大すぎると考えて（第二主題が二度目に出てきたときには、展開が終わったものと考えていました）、和声を見て「顰め面」をしているようでした。アダージョはとてもポリフォニックかつ多調的で、彼に楽しい15分間を過ごしてもらうことはできないでしょう。それでも彼は良い人で、いつも最後に君は才能があると言ってくれます。

### 1916-1917年：完成
1916年11月6日の日付のある手紙で、ヴィドールのクラスでいくつかの作品が演奏されること、その中には師の求めで弦楽四重奏曲も含まれることをオネゲルは報告している。そして1917年7月26日、彼は「仕事の手が止まらず、ようやく弦楽四重奏が完成しました」と述べた。これは1913年に書き始められた第1楽章の最終稿である第3稿を指している。作業は9月まで続き、その最終段階でフィナーレの最終稿への改稿も行われた。
1917年の12月、ヴィドールとダンディは完成した四重奏曲に目を通した。ヴィドールはこの作品を入り組みすぎていると感じ、オネゲルは両親に「ある所では、4人の演奏家が別々の協奏曲を同時に演奏しているか、4人のピアニストがそれぞれ別の曲を演奏しているように聞こえてしまうようです」と書き送っている。

### 初演と反応
ダンディの示唆によれば、作品を受け取った独立音楽協会はオネゲルがスイス人であることを理由に1918年4月15日の演奏会への出展を却下した
。チューリヒでは曲目選定委員会が作品の演奏を拒絶し、指揮者のフォルクマール・アンドレーエはオネゲルに「まだ学ぶことが沢山ある」と述べた。論争が巻き起こり、モーリス・ラヴェルは「これが美しいものなのか醜いものなのか分からず、苦い顔をさせられる」と反応した。オネゲルは可能な限り作品の擁護に努め、特に再現部において主題を逆転させる手法を弁護した。初演も計画されたが、第一次世界大戦の終末期にあって延期され、最終的に弦楽四重奏曲は1919年6月20日に、フェルナンド・カペレ（Fernande Capelle）の創立したカペレ四重奏団によって、パリにおける独立音楽協会の演奏会で初演された。同年の12月には同じ四重奏団がハーグや "Concerts d'Art et d'Action" において再演を行っている。
1920年に出版社ラ・シレーヌ（fr:éditions de La Sirène）から出版の申し出があり、それは次の年に実現しオネゲルは報酬として1000フランを受け取った。1921年に、彼は母親に四重奏曲を演奏できないかと手紙で訊いている。スイス初演はチューリヒで1921年11月30日に行われ、1924年4月4日にはジュネーヴで再演された。1951年に出版された『わたしは作曲家である』の中でオネゲルは、「いつも生きいきとした興味で受けいれられているとはかぎらないけども、いくつかの作品を内心では好んでいるのです。四重奏曲、とくに第一番、これは一九一七年のそれを書いた青年の人柄が正確に写されているので。これには欠点もあり、長すぎる。けれどもわたしは、鏡でもみるように、そこに自分をみるのです」と述べている。

## 影響関係

### レーガーとドイツロマン派
ハルプライヒは、フランス時代初期のオネゲルが受けていたマックス・レーガーからの影響がこの作品にも現れていると述べている。フローラン・シュミットへ作品が献呈されたことも、ドイツ的なロマンティシズムの影響を象徴している。またピエール・メランはベートーヴェンからの顕著な影響を指摘しており、「ボンの巨匠と同じように、引き伸ばされて頂点に達したクレッシェンドは、静けさと安穏を求める魂の告白に行き着く」という。

### 後年のオネゲル作品との共通点と関連
この四重奏曲は、1912年のヴァイオリンソナタ（第0番）H.3に続き大規模な室内楽曲としては二作目のものであり、語法には歌曲「4つの詩」H.7 (1914-1916)との共通点がみられる。25歳の作曲家との親近性を感じさせる作品には、50代前半の1945年から1946年に書かれた交響曲第3番も含まれる。本作は、同時期の作品である交響詩「ニガモンの歌」H.16 (1917)の性格も思い起こさせる。
この四重奏曲は、いくつかの後年の作品と関連を持っている。曲を締めくくる二度と六度を付加した長三和音は「復活祭の賛歌」H.18 (1922)の終曲にも用いられており、第一楽章第一稿の素材の一部は1950年から1951年に書かれた「古風な組曲」ホ短調 H.203の「パントマイム」に再利用された。

## 楽曲構成
3楽章からなり、演奏時間は25分前後をかける。
1. Appassionato (violent et tourmenté)
2. Adagio (très lent)
3. Allegro (rude et rythmique) - Adagio

この作品は幅広い調性上の語法を用いており、頻繁な半音階の使用と「きわめて辛辣な調の対立」がみられる。ロバート・ゴデ（Robert Godet）は「心からの情熱、沈思の精神、そしてこの二つを精神的物質的に結びつけようとする意志、全ての試みが平和の祈りによって完成に至る」と形容する。

### 1.Apassionato

#### 三つの稿
第1楽章はもっとも早くに成立したが、オネゲルは1917年7月の日付を記している。これは改稿が連続したためで、この楽章の作曲は1913年6月に始まり、1917年の夏に終わった。
第一稿と第二稿はどちらも263小節からなるが、最終稿は221小節である。初めの二つは根本的な差異は少ないものの、ほとんど全ての小節が修正されたり書き換えられたりしている。本物のポリフォニーを作り上げ、激しさを得るために反復音型や装飾音符を削り、付点のリズムやアクセント付けされた旋律を用いている。最終稿では42小節が削除され、古典的なソナタ形式に主題の登場が逆転した再現部が導入されており、これはオネゲルの手法において特徴的な要素である。

#### 楽曲
マルセル・ドラノワは「アパッショナート」という言葉はふさわしくないとし、情熱よりも緊張感を表す指示に換えたいと述べているが、ハルプライヒは「この題名の精神そのもの」とリヒャルト・ワーグナー風の半音階とフランス風の旋法書法の交代に言及している。
ハ短調で書かれた第一楽章は、第一ヴァイオリンの「衝突の主題」（"thème heurté"）で始まる。主題に基づく移行部と短い第二主題が続き、展開部が始まる。逆転した再現のあと、第一主題に続くデクレッシェンドがコーダを導き、チェロのピッツィカートによるハ音で締めくくられる。

### 2.Adagio
第2楽章は、第1楽章に比べ調性的である。

#### 楽曲
14小節間の導入にはワグナーの語法からの影響がみられ、ハ短調の第1楽章からホ長調の第一主題への移行の役割を果たす。オスティナートがそれに続き、チェロの高音による第二主題が導かれる。クロード・ドビュッシーのフルート、ヴィオラとハープのためのソナタからの引用が提示部を締めくくり、第60小節から始まる展開部は二つの均等な長さの部分に分かれ二主題を扱う。楽章の、さらに作品全体の頂点が来るのは第78小節から第95小節で、第96小節からは逆転のない再現部。楽章は、下降する三連符とホ長調への解決によるコーダで締めくくられる。

### 3.Allegro - Adagio

#### 二つの稿
終楽章となる第3楽章の、第一稿の作曲は1915年11月に遡る。最終稿となった第二稿は71小節短縮され、340小節から269小節となった。第1楽章と同様、古典的なソナタ形式ではなく再現部の逆転が用いられている。冒頭の楽想は大きく書き換えられているが、二つの稿の違いは主題提示の領域にとどまっている。

#### 楽曲
第3楽章は第1楽章と同様にハ短調で書かれており、こちらは3分の4拍子である。ソナタ形式か三部形式か判別の難しい形式で書かれている。際立ってポリフォニックであり、変則的な形式で書かれた全体は三つの異なる素材に基づいている。
短い導入部をハルプライヒは「二重の導火線（double amorce）、バイクのエンジンのような」と形容している。そして第6小節からの第一主題、第30小節からの移行部、第55小節からの変ホ調の第二主題と続く。「簡潔な」展開部はカノンと主題の逆行からなる。移行部（第140小節）は上昇する対位旋律が高音のフォルティッシモで頂点に達する。第一主題の再現と不協和音が続き、ハ長調となったコーダの最後は"morendo"と指示され、二度と六度を加えたハ長調の和音で終わる。